# Resolución 299 del Consejo de Seguridad de las Naciones Unidas
La resolución 299 del Consejo de Seguridad de las Naciones Unidas, adoptada por unanimidad el 30 de septiembre de 1971, después de examinar la solicitud de Omán para la membresía en las Naciones Unidas, el Consejo recomendó a la Asamblea General que Omán fuese admitido.